# 站前街道 (锦州市)
站前街道，是中华人民共和国辽宁省锦州市古塔区下辖的一个乡镇级行政单位。

## 行政区划
站前街道下辖以下地区：
民治社区、民族社区、三保社区、民生社区、阜康社区和丰乐社区。